# Daphnopsis mollis
Daphnopsis mollis är en tibastväxtart som först beskrevs av Carl Daniel Friedrich Meisner, och fick sitt nu gällande namn av Standley. Daphnopsis mollis ingår i släktet Daphnopsis och familjen tibastväxter. Inga underarter finns listade i Catalogue of Life.